# Bratjan (gromada)
Bratjan – dawna gromada, czyli najmniejsza jednostka podziału terytorialnego Polskiej Rzeczypospolitej Ludowej w latach 1954–1972.
Gromady, z gromadzkimi radami narodowymi (GRN) jako organami władzy najniższego stopnia na wsi, funkcjonowały od reformy reorganizującej administrację wiejską przeprowadzonej jesienią 1954 do momentu ich zniesienia z dniem 1 stycznia 1973, tym samym wypierając organizację gminną w latach 1954–1972.
Gromadę Bratjan z siedzibą GRN w Bratjanie (obecna pisownia Bratian) utworzono – jako jedną z 8759 gromad na obszarze Polski – w powiecie nowomiejskim w woj. olsztyńskim na mocy uchwały nr 20 WRN w Olsztynie z dnia 4 października 1954. W skład jednostki weszły obszary dotychczasowych gromad Bratjan i Nawra ze zniesionej gminy Nowe Miasto-wieś oraz obszar dotychczasowej gromady Nowy Dwór Bratjański ze zniesionej gminy Nowy Dwór Bratjański w tymże powiecie. Dla gromady ustalono 17 członków gromadzkiej rady narodowej.
Gromadę zniesiono 31 grudnia 1961, a jej obszar włączono do gromad Nowe Miasto (wsie Bratjan, Kaczek i Nawra, przysiółek Łąki Bratjańskie oraz osadę Mazanowo) i Gryźliny (wieś Nowy Dwór Bratjański) w tymże powiecie.